# Sant Salvador de Torrebesses
Sant Salvador de Torrebesses és una església romànica amb orígens datats a la segona meitat del segle xii i situada al límit nord de la població de Torrebesses, el (Segrià). Està declarada bé cultural d'interès nacional.
Es troba sobre un monticle de roques i, juntament amb el Castell-Palau, constitueix la referència visual del poble. Va ser edificada amb l'enderroc previ d'un tros de muralla, i es desconeixen els noms dels constructors i dels promotors. El retaule dedicat a Sant Joan Baptista va ser restaurat el 1989 pel Servei de Restauració de Béns Mobles.

## Arquitectura
És una construcció de nau única coberta amb volta de canó de pedra lleugerament apuntada i reforçada per dos arcs faixons que arrenquen de permòdols molt senzills que la divideixen en dos trams. L'absis té planta semicircular i està cobert amb volta de quart d'esfera. Té tres capelles de planta rectangular de diferents èpoques (finals segle xiv i segle xv). En destaca la capella de Sant Joan Baptista del segle xv, que està coberta amb volta de creueria de factura gòtica. El nervis de la volta arrenquen d'uns capitells esculpits situats a mitjana alçada dels murs. La clau de volta té decoració esculpida i en la part superior del mur nord i oest de la capella hi ha dos escuts amb la figura de l'anyell místic portant l'estendard de la creu. També es troba en aquesta capella el retaule de pedra calcària dedicat a Sant Joan Baptista amb restes de policromia, datat a la segona meitat del segle xiv.
Exteriorment l'austeritat d'aquest element reforça la seva contundència formal. L'existència d'un remat llis en tot el seu perímetre facilita la lectura d'una església fortificada.
Destaca la porta de la façana del segle xiv, formada per un arc de mig punt amb tres arquivoltes, una d'elles motllurada en punta de diamant i sostingudes per tres columnes de fust llis a banda i banda de la porta. Aquestes columnes sustenten uns capitells amb decoració vegetal que es repeteix al brancal formant un fris continu.